# Moreirense Futebol Clube
O Moreirense Futebol Clube, mais conhecido como Moreirense, é um clube português sediado no concelho de Guimarães, na vila de Moreira de Cónegos. É mais conhecido pela sua equipa de futebol profissional, que joga atualmente na Primeira Liga.
Fundado a 1 de novembro de 1938, no dia de todos os santos, é o segundo clube mais bem sucedido do concelho de Guimarães, embora com uma representatividade e apoio popular significativamente inferiores aos do Vitória Sport Clube, o clube da cidade. Apesar disso, os seus principais rivais são os vizinhos CD Aves e o FC Vizela.
Os seus jogos de futebol em casa são realizados no Estádio Comendador Joaquim de Almeida Freitas, inaugurado em 2002 e que tem uma capacidade de 6 150 lugares. O clube possui uma academia de futebol perto do estádio e que se encontra em expansão.
O Moreirense FC tem um total de 8 troféus conquistados. Ganhou 1 Taça da Liga, 3 Segunda Liga, 2 II Divisão B, 2 troféus do Torneio de Abertura da AF Braga e 1 troféu da 2º Divisão da AF Braga.
O Moreirense FC está atualmente na 362ª posição no ranking mundial da IFFHS em 2021.

## História
O Moreirense foi fundado a 1 de novembro de 1938. O clube nasceu do impulso da antiga Fábrica Têxtil da Cuca e teve, durante as primeiras décadas, operários como jogadores. O nome mais facilmente associado ao Moreirense tem origens na indústria têxtil: Joaquim de Almeida Freitas, o fundador da empresa António Almeida & Filhos, que muito investiu e apoiou fazendo do Moreira um clube de Primeira.
Chegou à Segunda Liga pela primeira vez em 1995, onde se manteve por seis anos. Após despromoção à 2ª Divisão B, subiu duas vezes consecutivas, atingindo a Primeira Liga na época 2002–03. O técnico Manuel Machado liderou os cónegos por quatro temporadas consecutivas, de 2000 a 2004, durante as quais o Moreirense alcançou na I Liga duas posições a meio da tabela, terminando em nono na última temporada.
Depois de Machado ter partido para o vizinho Vitória de Guimarães, o clube sofreu duas despromoções consecutivas, regressando à Segunda Liga apenas em 2010, e à Primeira Liga em 2012. Após uma despromoção no ano seguinte, a equipa venceu a Segunda Liga de 2013–14 sob o comando de Toni Conceição.
O Moreirense conquistou o seu primeiro grande troféu nacional a 29 de janeiro de 2017, ao vencer a Taça da Liga ao derrotar o SC Braga na final.
Em 2018/19, o técnico Ivo Vieira levou o Moreirense a um sexto lugar, o melhor de todos os tempos, falhando o 5º lugar apenas devido ao saldo de golos para o Vitória de Guimarães, por quem Vieira deixou o clube.
A 31 de maio de 2025, o Moreirense vê votada favoravelmente em 94% dos associados a venda da maioria da SAD ao fundo Black Knight Football Group que detém o Bournemouth da Premier League, ficando apenas com 10% do seu capital social. Com esta medida o clube entra num novo rumo dado que até aqui a sua SAD era genuína composta apenas por indústrias e comerciantes da vila de Moreira de Cónegos.

## Símbolos do clube

### Equipamentos
O Moreirense utiliza um equipamento com camisola verde e branca axadrezada e calção branco, tendo sido já eleita a mais bonita da Primeira Liga.

### Material e patrocinadores
| Período | Material Desportivo | Patrocinador     |
| ------- | ------------------- | ---------------- |
| 2009–   | CDT                 | Sem Patrocinador |

## Futebol

### Plantel Atual
Última atualização: 8 de setembro de 2023

### Palmarés
| Competições Nacionais | Competições Nacionais | Competições Nacionais | Competições Nacionais      |
|                       | Competição            | Venceu                | Épocas                     |
| --------------------- | --------------------- | --------------------- | -------------------------- |
|                       | Taça da Liga          | 1                     | 2016/17                    |
|                       | Segunda Liga          | 3                     | 2001/02, 2013/14 e 2022/23 |
|                       | II Divisão (3 Nível)  | 2                     | 1994/95 e 2000/01          |
| Total                 |                       |                       |                            |
|                       | Total de troféus      | 1                     | 1 Nacional                 |

 Campeão Invicto

### Participações
| Escalão          | Nº Presenças | Venceu | Melhor Classificação |
| I                | 11           | 0      | 6º                   |
| II               | 11           | 3      | 1º                   |
| III              | 15           | 2      | 1º                   |
| IV               | 8            | 0      | -                    |
| Taça de Portugal | 42           | 0      | -                    |
| Taça da Liga     | 10           | 1      | 1º                   |

### Classificações
| Época     | Div. | Pos. | J. | V  | E  | D  | GM | GS | P  | TP               | TL             | Notas        |
| --------- | ---- | ---- | -- | -- | -- | -- | -- | -- | -- | ---------------- | -------------- | ------------ |
| 1990–91   | 2DN  | 5    | 34 | 14 | 14 | 10 | 66 | 49 | 42 | 1/32 Final       | Não realizada  |              |
| 1991–92   | 2DN  | 11   | 34 | 13 | 6  | 15 | 39 | 45 | 32 | 4ª Elimin.       | Não realizada  |              |
| 1992–93   | 2DN  | 8    | 32 | 11 | 11 | 10 | 47 | 40 | 33 | 3ª Elimin.       | Não realizada  |              |
| 1993–94   | 2DN  | 2    | 34 | 23 | 5  | 6  | 65 | 33 | 51 | 4ª Elimin.       | Não realizada  |              |
| 1994–95   | 2DN  | 1    | 34 | 20 | 8  | 6  | 54 | 30 | 48 | 4ª Elimin.       | Não realizada  | Promovido    |
| 1994–95   | 2D B | 1    | 4  | 2  | 1  | 1  | 10 | 5  | 5  | 4ª Elimin.       | Não realizada  | Promovido    |
| 1995–96   | 2H   | 11   | 34 | 12 | 9  | 13 | 39 | 41 | 45 | 4ª Elimin.       | Não realizada  |              |
| 1996–97   | 2H   | 13   | 34 | 10 | 12 | 12 | 45 | 44 | 42 | 4ª Elimin.       | Não realizada  |              |
| 1997–98   | 2H   | 11   | 34 | 12 | 6  | 16 | 48 | 53 | 42 | 3ª Elimin.       | Não realizada  |              |
| 1998–99   | 2H   | 12   | 34 | 11 | 8  | 15 | 40 | 56 | 41 | Quartos de final | Não realizada  |              |
| 1999–2000 | 2H   | 16   | 34 | 6  | 11 | 17 | 29 | 49 | 29 | Semifinal        | Não realizada  | Despromovido |
| 2000–01   | 2DN  | 1    | 38 | 23 | 8  | 7  | 62 | 31 | 77 | Quartos de final | Não realizada  | Promovido    |
| 2001–02   | 2H   | 1    | 34 | 19 | 7  | 8  | 55 | 35 | 64 | 1/16 de final    | Não realizada  | Promovido    |
| 2002–03   | 1D   | 12   | 34 | 9  | 12 | 13 | 42 | 46 | 39 | 1/16 de final    | Não realizada  |              |
| 2003–04   | 1D   | 9    | 34 | 12 | 10 | 12 | 33 | 33 | 46 | Oitavos de final | Não realizada  |              |
| 2004–05   | 1D   | 16   | 34 | 7  | 13 | 14 | 30 | 43 | 34 | 1/16 de final    | Não realizada  | Despromovido |
| 2005–06   | 2H   | 13   | 34 | 11 | 9  | 14 | 36 | 37 | 42 | 3ª Elimin.       | Não realizada  | Despromovido |
| 2006–07   | 2DN  | 3    | 26 | 12 | 9  | 5  | 30 | 20 | 45 | 3ª Elimin.       | Não realizada  |              |
| 2007–08   | 2DN  | 8    | 26 | 11 | 6  | 9  | 33 | 25 | 39 | Quartos de final | Não participou |              |
| 2008–09   | 2DN  | 3    | 22 | 11 | 4  | 7  | 30 | 19 | 37 | 1ª Elimin.       | Não participou |              |
| 2009–10   | 2DN  | 1    | 28 | 21 | 3  | 4  | 49 | 19 | 66 | 2ª Elimin.       | Não participou | Promovido    |
| 2010–11   | 2H   | 7    | 30 | 10 | 10 | 10 | 36 | 41 | 40 | 1/16 de final    | 1ª Fase Grupos |              |
| 2011–12   | 2H   | 2    | 30 | 15 | 7  | 8  | 47 | 32 | 52 | Quartos de final | 2ª Fase Grupos | Promovido    |
| 2012–13   | 1D   | 15   | 30 | 5  | 9  | 16 | 30 | 51 | 24 | 1/16 de final    | 2ª Fase Grupos | Despromovido |
| 2013–14   | 2D   | 1    | 42 | 21 | 16 | 5  | 65 | 25 | 40 | 1/16 de final    | 2ª Fase Grupos | Promovido    |
| 2014–15   | 1D   | 11   | 34 | 11 | 10 | 13 | 33 | 42 | 43 | 1/16 de final    | 2ª Fase Grupos |              |
| 2015–16   | 1D   | 12   | 34 | 9  | 9  | 16 | 38 | 54 | 36 | Last 64          | 2ª Fase Grupos |              |
| 2016–17   | 1D   | 15   | 34 | 8  | 9  | 17 | 33 | 48 | 33 | Last 64          | Vencedores     |              |
| 2017–18   | 1D   | 15   | 34 | 8  | 8  | 18 | 29 | 50 | 32 | Last 8           | 3ª fase        |              |
| 2018–19   | 1D   | 6    | 34 | 16 | 4  | 14 | 39 | 44 | 52 | Oitavos de final | 2ª fase        |              |
| 2019–20   | 1D   | 8    | 34 | 10 | 13 | 11 | 42 | 44 | 43 | 1/16 de final    | 2ª fase        |              |
| 2020–21   | 1D   | 8    | 34 | 10 | 13 | 11 | 37 | 43 | 43 | Oitavos de final | Não participou |              |
| 2021–22   | 1D   | 16   | 34 | 7  | 8  | 19 | 33 | 51 | 29 | Oitavos de final | 1ª Fase Grupos | Despromovido |